# Уестърн
Уестърн (на английски: western, буквално – западен) е жанр в изкуството, характерен предимно за САЩ, в художествената литература, кинематографията, телевизията, живописта и други изобразителни изкуства.
Действието в уестърните се развива основно през втората половина на XIX век, предимно в Дивия Запад (западните щати на САЩ), както и на териториите на западна Канада, Мексико и дори Австралия.
Върхът на разцвета на този жанр е през 1950-те години, след това постепенно замира.

## Дефиниция
Местодействие – уестърните се развиват предимно в западните щати (Айдахо, Аляска, Аризона, Уайоминг, Калифорния, Колорадо, Монтана, Ню Мексико, Невада, Орегон, Юта).
Време на действие – периодът е приблизително от 1860 година до края на Индианските войни (около 1890 година). Някои уестерни използват темата за Войната между Севера и Юга. Границите на жанра също така се разширяват, за да включат Битката при Аламо (1836) и Мексиканската революция (края на 20-те години на ХХ век).
В допълнение уестърните са приспособени към други исторически събития и географски територии, включващи Аржентина, Австралия, Бразилия, Русия.
Важна характеристика на уестърна е сблъсъкът на примитивния начин на живот с новаторския способ. Често този конфликт се демонстрира чрез символични сблъсъци на характери. В уестърните от ранния исторически период това обичайно е борба на индианци с „бели“ заселници и американската кавалерия.

## Образ
Популярните филми уестърни се фокусират върху живота на героя самотник и скитник, обичайно каубой или стрелец (gunslinger). Героят притежава всички атрибути, съответстващи на историческия период – каубойска шапка, кърпа срещу прах, шпори, оръжие – револвер или пушка, седло – но не задължително, кон.
Верният кон може сам по себе си да бъде отделен персонаж в сюжета на уестърните.

### Класически теми
Филмите от този жанр често изобразяват безлюдни територии и пространства, тяхното заселване и подчиняване на природата в името на цивилизацията. Често описват общество, организирано на основа „кодекса на честта“, както и в защита на закона.

#### Литературен предшественик
В някои случаи персонажите могат да бъдат възприемани като литературни потомци на средновековните странстващи рицари, които са в основата на развитието на приключенския жанр в литературата. Като каубоите и стрелците в Дивия Запад, странстващият рицар в европейската литература от ранния период пътешествал със своя кон от град на град, сражавал се със злодеи – опирайки се не на развити социални механизми, а на своя собствен „кодекс на честта“.
Както и странстващите рицари, така и в уестърните, главните герои често рискуват себе си заради някоя красива дама в беда.

### Технологии
Технологиите присъстват под формата на:
- Телеграф
- Вятърна или ръчна помпа за вода
- Печатарска машина
- Железопътен транспорт
- Карабина „Уинчестър“
- Револвер „Колт“
- Пистолети и пушки с предно пълнене (за филмите, чийто сюжет показва по-ранните години на XIX век)
- Оръдия

Тези изобретения символизират неизбежния край и колонизирането на новите територии. В някои по-късни уестърни е използват автомобили и самолети.
Важна роля в сюжета на филмите играят оръжията. В уестърните се използват предимно пушки „Уинчестър“ и револвери „Колт“, но се срещат и други видове. Понякога се използват и оръдия, предимно при сцени с атаки на фортове и др.

### Пейзаж и обкръжение
В уестърните често се демонстрира суровата природа на Дивия Запад. Действията често протичат в ландшафт-пустинни местности (Долината на смъртта) и други местности в Калифорния, Юта, Аризона и Ню Мексико. Типичен антураж са изолирани фортове, ранчота и ферми, малки погранични градчета (където разбира се има „салон“, шерифска служба, банка, малък магазин, конюшна и затвор), дълбоки каньони и сцени, представящи необятната прерия.
Основно място в което се развиват действията в уестърните са салоните. Това е място където има алкохол, проститутки, музика и е място в което се играят карти (Покер и Блекджек). В салоните се случват най-вече разпри, юмручни сбивания (придружени с удряне по главата на противника със стол или бутилка) и стрелба.
В други, предаващи времето от по-късните години на XIX век, има църква, училище, дори болница (сериала – „Доктор Куин Лечителката“).
В повечето филми на тази тематика, човешкият живот няма никаква стойност, а отношението към „червенокожите“ е или крайно жестоко (дори със сцени с масови убийства), или силно приятелство между „бледолик“ и „червенокож“ (предимно в европейски проекти, екранизации по романа на Карл Май – Винету и др.).
Често в уестърните има „чернокожи“ персонажи.

## В литературата
Американската приключенска литература от XIX и началото на ХХ век, се основава предимно на колонизирането на Запада. В този жанр творят много известни писатели.

## В киното
Киноуестърните са един от жанровите разновидности на приключенския филм. Това е чисто американско явление, визитна картичка на американското кино. Каубойските филми в Холивуд започват да се снимат още през 1898 година.
Ранните уестърни се снимали в студия, но когато става възможно да се снима на открито, започват да се снимат пейзажи и други гледни точки от природата на щатите Ню Мексико, Уайоминг, Аризона, Юта, Невада, Монтана, Канзас и др., превръщайки природните забележителности не просто във фон, а „главен герой“ от филмите.

### Основи
Място на действие – обичайно Северноамериканският Див Запад.
Сюжетът на филмите от този жанр предимно е свързан с колонизацията на вътрешната и западната част на континента от колонизатори, идващи от източното крайбрежие на САЩ (например: „Как бе завладян Запада“ от 1962 с Дж. Форд и Дж. Маршал).
Каубоите и стрелците играят важна роля в тези филми. Често те се борят с индианците, чиито персонажи са представяни като жестоки злодеи в ранните уестърни. По-късно, в така наречените „ревизионистки уестърни“, дават на местните много по-приятен облик. Друга разпространена тема са приключенията и търсенето на злато и нефт (напр. „Златото на Маккена“ с Грегъри Пек и Омар Шариф), а също така филми, представящи сблъсъка на групи бандити, тероризиращи беззащитното население и хора на честта (напр. „Великолепната седморка“ с участието на Стив Маккуин, Чарлз Бронсън, Джеймс Кобърн и др.).

### Персонажи
- Преселници, пътуващи от изток на запад в кервани с фургони (задължително закрити), почти винаги са нападани или от бандити или от индианци. Понякога са нападани от бандити, облечени като индианци. При атака понякога правят кръгова отбрана с фургоните.
- Невъзмутимият шериф
- Независим ловец на глави
- Опитен трапер
- Ловък каубой
- Кръвожаден индианец, вожд, антагонист на главния персонаж
- Индиански шаман (често отрицателен герой)
- Благороден индианец, понякога помощник и спътник на главния герой
- Скаут индианец (разузнавач и следотърсач)
- Коварни бандити, обичайно многобройни
- Професионални комарджии
- Чиста и невинна главна героиня
- Палава жена, често певица
- Девойки от увеселителните заведения
- Машинист, кондуктор и друг персонал на железницата

Важен момент в уестърна е скоростта, преследванията с коне и впрягове, преследването на железопътни композиции, спусканията с канута по буйни реки и др. Също така главен момент са дуелите с пистолети, обикновено разиграван „очи в очи“, като стрелбата се осъществява почти задължително с пистолети „от бедро“.

### Класически уестърн
Началото на класическите уестърни може да се отнесе към 1903 г., когато е заснет немият филм „Големият влаков обир“ (на английски език – The Great Train Robbery), на режисьора Едуин Портър и с Брончо Били Андерсън в главната роля.
Популярността на филма прави от Андерсън първия каубой кинозвезда. По-късно той се снима в още няколко късометражни продукции.
Историята на уестърна е много богата и обединява в себе си много жанрове: приключение, екшън, драма, романтика, комедия, ужаси, трагедия и дори фантастика. Някои режисьори дори смесват фантастика и уестърн, като например режисьора Робърт Земекис, който в последната част от своя хитов филм Завръщане в бъдещето III, „праща“ главните герои (Майкъл Джей Фокс и Кристофър Лойд) през времето в годините на XIX век.
Златният век на този вид кинематографичен жанр са свързани с продукциите на двама именити режисьори – Джон Форд (чийто любим актьор е Джон Уейн) и Хауърд Хоукс.

## Спагети уестърн
През 1960-те и 1970-те години възраждането на жанра съвпада с възникването на така наречените „спагети уестърни“. Повечето от тях са ниско бюджетни продукции, снимани на открито (напр. в някоя испанска пустиня), която прилича на ландшафта в западните щати. Този вид продукция залага на много повече екшън и насилие, отколкото холивудските продукции.
Въпреки ниския бюджет някои от тези продукции се получават много добре. Сред успешните им режисьори се откроява един – Серджо Леоне. Неговите филми се отличават с добра режисьорска и операторска работа. Особено популярен става „Имало едно време на Запад“.

В такива филми се прославят имената на суперзвезди като:
- Чарлз Бронсън (САЩ)
- Стив Маккуин (САЩ)
- Лий Ван Клийф (САЩ)
- Клинт Истууд (САЩ)
- Клаус Кински (Германия)
- Хенри Фонда (САЩ)
- Юл Бринър (САЩ)
- Франко Неро (Италия)
- Джейсън Робардс (САЩ)
- Джеймс Кобърн (САЩ)

### Истърн
Сниманите в Холивуд уестърни за кратко време стават много популярни и зад „Желязната завеса“, въпреки че са пуснати по екраните години по-късно. В комунистическите страни даже се появява поджанр, наричан „червен уестърн“ или „истърн“ (eastern, от „east“ – изток). В тези филми индианците обикновено се изобразяват със симпатия, като потиснати хора, борещи се за своето право на съществуване, в контраст с филмите от този период в Холивуд, където са обрисувани като злодеи.
Често в ролите на представителите на индианската нация се снимат югославски или турски актьори, поради отсъствието на представители на това население в Европа. Особено популярен става Гойко Митич – югославски актьор с прекрасна физика и актьорски качества. Неговите герои са винаги благородни и изпълнени с доблест и смелост индиански вождове (Оцеола, Винету). Той толкова става популярен, че при посещението му в САЩ е обявен за вожд от индианско племе. Американският актьор и певец Дийн Рийд, който емигрира от САЩ в ГДР, също участва в няколко уестърна. Друг известен актьор, въплътил се в ролята на героя на Карл Май – Винету, е френският актьор Пиер Брис.
В тогавашната ГДР хората харесват индианските филми, което кара студията за игрални филми „DEFA“ в определен период от време да заложи основно на тях. Такива продукции се снимат най-вече в ГДР (студио „DEFA“), Югославия (студио „Авала“) и др.

#### Български опити
Български режисьори са опитват да въвлекат и България в този жанр. В няколко филма режисьори като Вили Цанков и Пламен Масларов опитват да наложат стила в своите филми „Буна“ (1975) и „Съдията“ (1987). Сред българските актьори, като типаж на уестърна се откроява актьорът Джоко Росич.

### Съвременни уестърни
„Contemporary Westerns“, или съвременните уестърни, са филми, чието действие протича в съвременна Америка, но там също се използват мотиви и теми от Дивия Запад (антигерой, открити ландшафти, дуели, преследвания, обири). По-голямата част от тези филми се развиват в същото географско пространство – западните щати.
Пример за съвременен уестърн са филми като „Донесете ми главата на Алфредо Гарсиа“ на Сам Пекинпа (1974), „Самотната звезда“ на Джон Сейлес (1996), „Едно време в Мексико“ на Робърт Родригес (2003), „Три могили“ на Томи Лий Джоунс, „Don't Come Knocking“ на Вим Вендерс (2005).

## Писатели

### Класици на жанра
- Франсис Брет Харт
- Луис Ламур
- Джеймс Фенимор Купър
- Карл Май
- Майн Рид
- Джеймс Уилард Шулц
- Гюстав Емар
- Оуен Уистър
- Макс Бранд
- Хенри Уилсън Алън
- Джак Шефър
- Дороти Джонсън
- Лари МакМъртри